# Homo Faber (roman)
Homo Faber is een roman geschreven door de Zwitserse schrijver Max Frisch. Het werd voor het eerst in 1957 gepubliceerd in Duitsland. 
Het boek is geschreven in de eerste persoon en beschrijft het leven van een succesvolle ingenieur (Walter Faber) die door Europa en Amerika reist voor UNESCO. Zijn wetenschappelijke wereldbeeld wordt op losse schroeven gezet wanneer een aaneenschakeling van ongelooflijke toevalligheden samenkomt met zijn onderdrukte verleden. 